# Las Barranquillas
Las Barranquillas era un poblado chabolista situado al sureste de la ciudad de Madrid (40°21′30″N 3°39′05″O / 40.35833, -3.65139), en una zona oficialmente no urbanizada del distrito de Villa de Vallecas.
Se decía que era el mayor «hipermercado de la droga» de Europa antes de su desmantelamiento, con unos 5.000 toxicómanos que la visitarían cada día. Se supone que estaba dominado por 7 «clanes», cada uno con varios puntos de venta en chabolas. La mayoría de las chabolas eran pequeños búnkeres, lo que hacía más duro el trabajo de la policía, ya que en el lapso en que intentaba entrar los traficantes ya se habían deshecho de la droga.
Desde el año 2006 existía un proyecto de desmantelamiento del poblado, que sería sustituido por un barrio urbanizado, Valdecarros, con 51.000 viviendas y unos 150.000 habitantes estimados. Sin embargo, debido a la crisis económica, Valdecarros, así como el resto de desarrollos urbanísticos del sureste de Madrid, se encuentran paralizados.
Pese a esto, y debido a los proyectos de urbanización de la zona, buena parte de su actividad se trasladó a la Cañada Real a la zona conocida como "El Gallinero" en las inmediaciones de Valdemingómez.